# Bryan Petersen
Pour les articles homonymes, voir Petersen.
Bryan E. Petersen (né le 9 avril 1986 à Agoura, Californie, États-Unis) est un joueur de champ extérieur au baseball qui évolue dans les Ligues majeures pour les Marlins de Miami.

## Carrière
Joueur de l'Université de Californie à Irvine, Bryan Petersen est drafté en 4e ronde par les Marlins de la Floride en 2007. Il s'affirme en ligues mineures, maintenant une moyenne au bâton de,293 avec 23 coups de circuit et 80 points produits pour les équipes A et Double-A affiliées aux Marlins en 2008. En 2009, il frappe pour,297 dans le Double-A chez les Suns de Jacksonville.
Petersen amorce la saison 2010 avec les Zephyrs de la Nouvelle-Orléans, le club-école Triple-A des Marlins, avant d'être rappelé par ces derniers en mai. Il joue son premier match dans les majeures le 7 mai à Washington. À sa première présence au bâton, comme frappeur suppléant, il réussit son premier coup sûr, aux dépens du lanceur des Nationals Brian Bruney, ouvrant la porte à une poussée de deux points des Marlins en 8e manche et à une victoire de 4-2 de son équipe,. Ce sera cependant le seul coup sûr de Petersen en 12 parties, et il est rétrogradé aux mineures le 26 mai.
Petersen maintient une moyenne au bâton de ,265 avec 2 circuits, 10 points produits et 7 buts volés en 74 matchs joués pour les Marlins en 2011. Il réussit le premier circuit de sa carrière le 7 août aux dépens de Mitchell Boggs des Cardinals de Saint-Louis.